# ألينور روجوت
ألينور روجوت (مواليد 22 يناير 1999) ناشطة كندية في مجال عدالة مناخية. برزت روجوت على الصعيد الوطني في كندا كمنظم للإضراب المناخي. وهي قائدة في حركة(الإضراب المدرسي من أجل المناخ يوم الجمعة)في تورنتو، وهي حركة تدعو الطلاب للتغيب عن المدرسة أيام الجمعة لزيادة الوعي بتغير المناخ. في عام 2019 أدت إضراب مدرسة أيام الجمعة من أجل المستقبل من أجل المناخ في تورنتو والذي شارك فيه أكثر من 50000 شخص.

## النشاط
بدأت روجوت كناشطة محلية في سن مبكرة جدًا، حيث عملت على زيادة الوعي ب فقدان التنوع البيولوجي داخل مجتمعها. كما شاركت مع فرع منظمة العفو الدولية المحلي حيث قادت حملات لزيادة الوعي بأزمة اللاجئين والمطالبة بالعدالة للمهاجرين واللاجئين في أوروبا.

## نشاط العدالة المناخية
شاركت ألينور روجوت في تنظيم إضراب الشباب للمناخ وقادت «التدريس» الجماهيري الكندي في إضراب تورنتو الجماهيري للمناخ كجزء من الأسبوع الإضراب العالمي من أجل المناخ للمستقبل في سبتمبر 2019، وهو حدث جذب الآلاف من الناس إلى حدائق كوينز بارك.

## التعليم
ألينور متخصصة في الاقتصاد والسياسة العامة بجامعة تورنتو بكندا.

## الجوائز والتكريم
تم اختيار روجوت كواحدة من أكثر 50 شخصية نفوذاً من سكان تورتنو من قبل مجلة (Toronto Life) في عام 2019. كما تم تسميتها من قبل Corporate Knights (فرسان الشركات) كواحدة من 30 من قادة الاستدامة تحت سن 30 في عام 2019.